# Lucasfilm
Pour les articles homonymes, voir LFL et Lucas.
Lucasfilm Limited (parfois abrégé en Lucasfilm Ltd.) est une société de production de cinéma et de télévision américaine, créée par George Lucas en 1971. Parmi les films qui ont été produits par Lucasfilm, les plus célèbres sont les sagas Star Wars et Indiana Jones. La société a été rachetée le 30 octobre 2012 par The Walt Disney Company.
Lucasfilm Ltd. est leader dans le développement de nouvelles technologies pour créer des effets spéciaux dans les films, que ce soit visuel, audio et animation d'ordinateur. Du fait de leurs expertises dans leurs domaines, les filiales comme Industrial Light & Magic et Skywalker Sound collaborent souvent à la production de films qui ne sont pas produits par Lucasfilm.

## Historique

### 1971 à 2012: ère Lucas

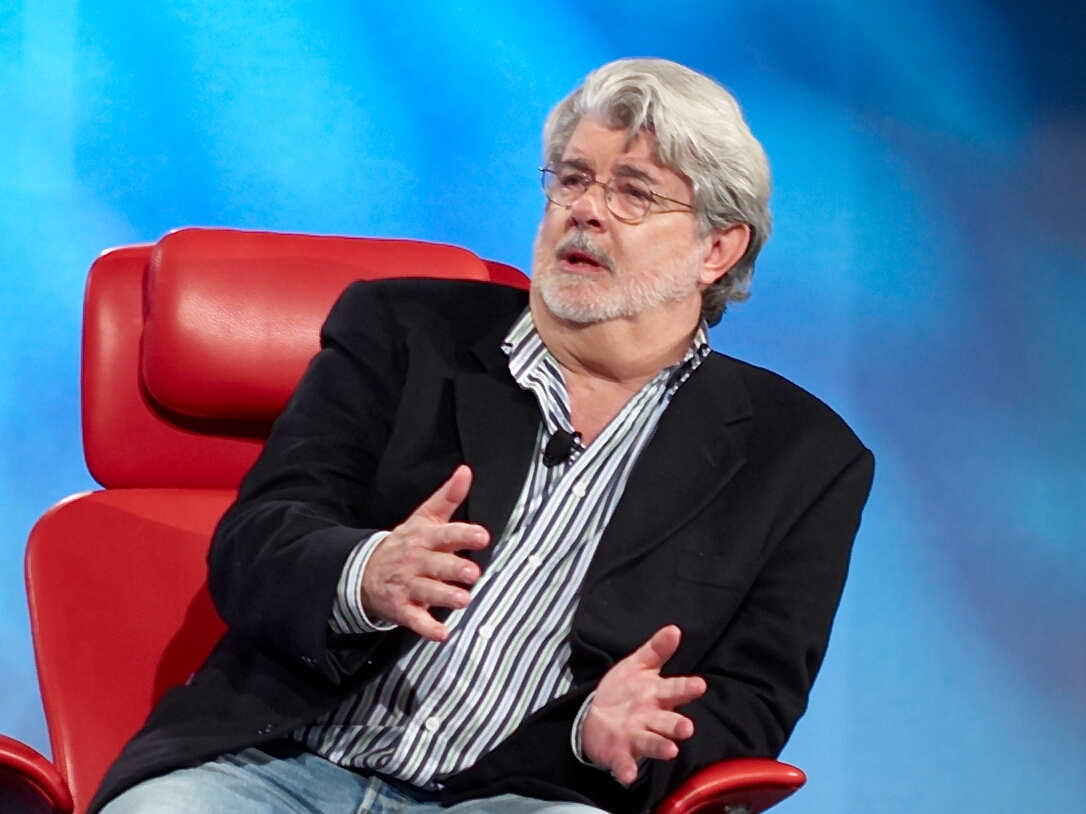
George Lucas, fondateur.

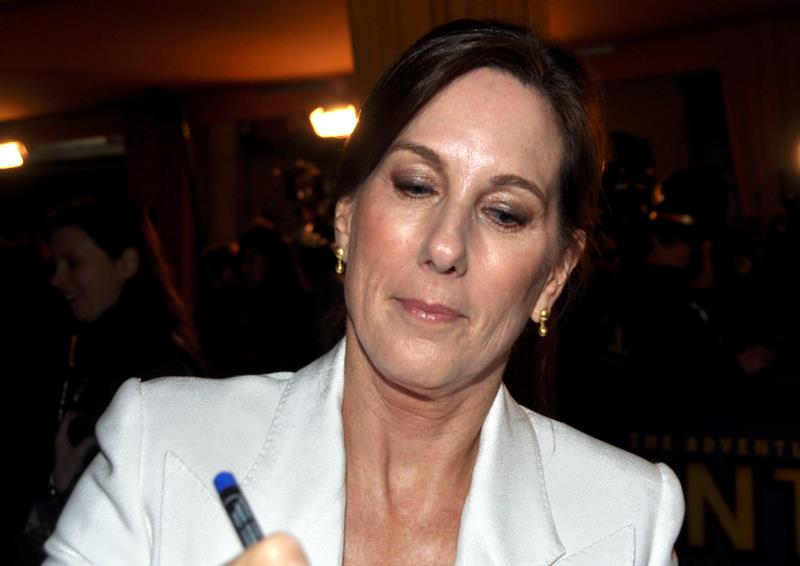
Kathleen Kennedy, présidente.

Lucasfilm est fondée par le réalisateur George Lucas en 1971 après l'échec commercial de son premier film THX 1138 coproduit avec son ami Francis Ford Coppola au travers d'American Zoetrope. George Lucas préside l'entreprise comme chairman et CEO jusqu'en 2012.
En 1973, Lucas réalise son deuxième film, American Graffiti. Après le succès remporté par American Graffiti (1973), Lucas planche sur le scénario de la saga de science-fiction Star Wars qui allie quête initiatique, mondes merveilleux, mythologie et combats spatiaux. Le projet est présenté à plusieurs studios avant d'être retenu par 20th Century Fox qui accorde au réalisateur un budget de dix millions de dollars. Pour prendre en charge la colossale quantité d'effets spéciaux nécessaire à la création de son épopée intergalactique, Lucas fonde en 1975 la société Industrial Light & Magic (ILM). Mais le tournage s'avère laborieux et 20th Century Fox remet sérieusement en doute le potentiel commercial de ce « film pour enfants ».
En 1984, George Lucas se désengage de la présidence de Lucasfilm et lance la production de la première adaptation au cinéma d'un personnage de Marvel, Howard the Duck dans le film Howard... une nouvelle race de héros (1986) si l'on fait exception du feuilleton cinématographique Captain America des années 1940. George Lucas collabore aussi au travers d'Industrial Light & Magic à la production d'une attraction pour Walt Disney Attractions, Captain Eo (1986) réalisé par Francis Ford Coppola avec Michael Jackson. Cette première collaboration est suivie par Star Tours (1987) dans l'univers de Star Wars. De la même manière, ILM est sollicité en 1987 par Walt Disney Pictures pour réaliser les effets spéciaux de Qui veut la peau de Roger Rabbit (1988) produit entre autres par Steven Spielberg, première collaboration cinématographique entre les deux sociétés.
En 1986, en raison du flop d'Howard... une nouvelle race de héros, la société se retrouve endettée et Lucasfilm est contraint de vendre sa filiale d'infographie Lucasfilm Computer Division, qui est racheté par Steve Jobs, qui en a fait le studio Pixar,,,,.
Le 20 juin 1995, la société Oasteril est fondée au Royaume-Uni avec comme activité la production cinématographique. Le 19 septembre 1995, Oasteril prend le nom de Jett Productions. Le 4 décembre 1995, Jett Productions prend le nom de Jak Productions. D'après le BFI, Jak Productions est crédité comme société de coproduction sur les films Star Wars, épisode I (1999) et Star Wars, épisode II (2002).
Le 16 août 2001, Lucasfilm signe un contrat pour construire un campus de 900 000 pieds carrés (83 613 m2) pour 2 500 employés en lieu et place de l'hôpital militaire Letterman Army Hospital soit 23 acres (9 ha) de l'ancienne base militaire du Presidio de San Francisco.
En 2002, Lucasfilm se désengage de la société THX en vendant 60 % des parts de la société à Creative Labs.
Le 12 mai 2003, Lucasfilm fonde Lucasfilm Animation, une société de production de films d'animation pour le cinéma et la télévision.
Le 3 août 2004, Lucasfilm Animation installe une succursale à Singapour, Lucasfilm Animation Singapour.
Le 8 juillet 2005, les services marketing, de licence et internet de Lucasfilm déménagent du Skywalker Ranch pour le Letterman Digital Arts Center dans le Presidio de San Francisco et seront rejoints par Industrial Light & Magic et LucasArts avant fin septembre 2015.
En janvier 2012, lors de la sortie de Red Tails, George Lucas annonce son intention de se retirer de la présidence de Lucasfilm et d'arrêter la production de blockbusters pour se focaliser sur des petits films expérimentaux,,.

### Depuis 2012: ère Disney
Le 30 octobre 2012, The Walt Disney Company annonce le rachat de Lucasfilm pour 4,05 milliards de dollars,,,,. Le 5 décembre 2012, Jak Productions change de nom pour devenir LFL Productions; l'acronyme de Lucas film Limited.
Le 21 décembre 2012, Disney annonce avoir finalisé l'acquisition de Lucasfilm pour 4,06 milliards d'USD.
Dans le même temps, Kathleen Kennedy prend la présidence de Lucasfilm : George Lucas, dont elle est une amie, lui propose le poste en avril 2012, sans qu'elle sache qu'il est parallèlement en tractations avec Disney.
Le 26 mars 2013, LFL Productions fonde une nouvelle filiale britannique nommée Foodles Productions. Foodles est aussi une marque américaine de boîte à en-cas de Disney Garden. Le 3 avril 2013, Disney annonce la fermeture de LucasArts en tant que studio de développement interne au profit d'une gestion des licences,,,,,. Le 31 juillet 2013, le Hollywood Reporter rapporte que des fans de Star Wars ont découvert que Foodles Productions est domiciliée aux Pinewood Studios où est prévu le tournage de Star Wars, épisode VII. De plus l'ensemble des dirigeants de Foodles, LFL, JAK et Jett ont des liens avec Disney.
Le 12 juillet 2013, Disney fait classer la partie entre Lucasfilm et Pixar, désormais deux filiales du groupe, d'un procès contre les entreprises technologiques de la Silicon Valley accusées de conspiration pour ne pas débaucher leurs employés respectifs. Le 22 juillet 2013, Disney et Hasbro prolongent leur contrat sur les produits dérivés de Marvel jusqu'en 2020 et signent un contrat similaire pour ceux dérivés de Lucasfilm,. Le 28 octobre 2013, Disney, maison mère de Marvel et Lucasfilm, met un terme aux machines à sous arborant des personnages Marvel Comics ou Star Wars. Le 24 novembre 2013, EA annonce avoir sécurisé pour 10 ans les droits des jeux Star Wars auprès de Disney-Lucasfilms. Le 6 décembre 2013, Disney achète à Paramount les droits sur toutes nouvelles productions cinématographiques d'Indiana Jones,.
Le 3 janvier 2014, Marvel Comics annonce récupérer à partir de 2015 la licence des publications Star Wars au détriment de Dark Horse. Le 15 janvier 2014, le Sandcrawler Building, un bâtiment de 22 500 m2 dont la forme et le nom s'inspirent du Char des sables, est inauguré à Singapour et permet de regrouper sous un même toit Lucasfilm Animation Singapour, une salle de spectacle de 100 places et les filiales locales de Disney et ESPN,,,. Le 17 avril 2014, Lucasfilm annonce la parution chez Disney Publishing de quatre nouveaux romans sur Star Wars. Le 17 mai 2014, LFL Productions emménage dans les bureaux de The Walt Disney Company Limited au 3 Queen Caroline Street, Hammersmith à Londres. Le 17 mai 2014, après le rachat par Disney, Lucasfilm stoppe la licence accordée à Dark Horse Comics depuis 20 ans, le dernier livre est prévu pour août. Le 20 septembre 2014, le gouvernement britannique accorde une réduction d'impôts de huit millions de £ aux studios Disney maison-mère de Lucasfilm pour le tournage de Star Wars, épisode VII : Le Réveil de la Force au Royaume-Uni. Le 11 mars 2015, Disney annonce la parution à l'automne 2015 de 20 livres sur Star Wars pour combler le vide entre l'épisode VI datant de 1983 et l'épisode VII sorti en 2015.
Le 8 juillet 2015, Nominet contraint une société britannique de costumes à rendre six domaines dont starwars.uk à Disney à la suite de son rachat de Lucasfilm,,. La société Abscissa, spécialisée dans les déguisements et basée dans le Berkshire, avait acheté le domaine starwars.uk en 2003 et cinq variantes dont starwars.co.uk mais à la suite d'un changement des règles de gestion en 2014, Nominet a informé les détenteurs de marques de l'usage des domaines. Lucasfilm qui détient les droits sur le nom "Star Wars" au Royaume-Uni depuis 1984 a demandé à Abscissa de lui rendre les domaines ce qui avait été refusé mais Nominet a tranché en faveur du propriétaire de la marque comme dans la centaine de cas similaires traités en 2014. Abscissa a quinze jours pour faire appel de cette décision.
Le 14 septembre 2016, TNT et Turner Broadcasting System signent un contrat d'exclusivité avec Walt Disney Studios pour la diffusion des 10 films Star Wars à la télévision jusqu'en 2022, d'une valeur d'au moins 250 millions d'USD,. La vente comporte aussi les droits de diffusion en streaming jusqu'en 2024.
Le 12 octobre 2016, Foodles Productions, filiale de LFL Productions, branche britannique de Lucasfilm, est condamnée à payer 1,6 million de £ en raison de manquement aux règles de sécurité dans l'accident sur le tournage de Star Wars, épisode VII : Le Réveil de la Force durant lequel Harrison Ford s'est cassé une jambe,. Le 17 octobre 2016, Lucasfilm intente un procès contre une entreprise américaine qui s'est spécialisée dans la formation au sabre laser et utilisant un logo proche de celui des Jedi,.
Le 29 décembre 2017, les recettes de Star Wars, épisode VIII : Les Derniers Jedi dépassent les 900 millions d'USD à l'international et en les cumulant avec les autres films Star Wars permettent à Disney d'égaler les quatre milliards d'USD de l'achat de Lucasfilm en 2012,.
Le 2 août 2018, Disney cherche à récupérer les droits de diffusion télévisuelle de Star Wars vendus à Turner Broadcasting jusqu'en 2024,.
Le 20 mars 2019, à la suite d'offres d'emplois publiées pour Lucasfilm Games et des problèmes liés à la licence Star Wars chez Electronic Arts, Disney dément les rumeurs de relance d'un studio de développement vidéo interne,. Ces postes sont liés à la gestion des licences et non la recréation de Lucasfilm Games.

## Filiales de Lucasfilm
- Lucas Digital

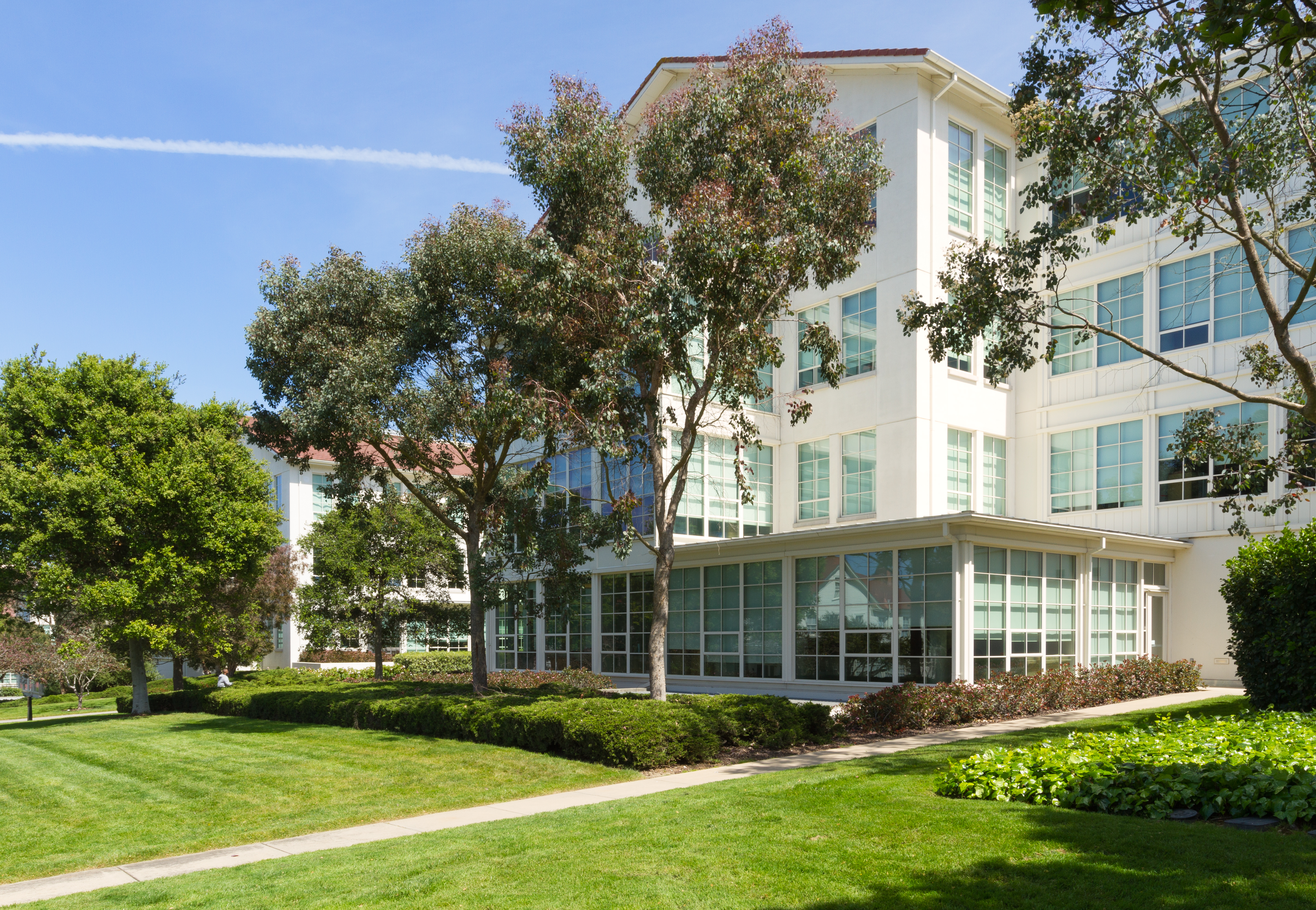
Le siège social de Lucasfilm dans le Letterman Digital Arts Center à San Francisco.

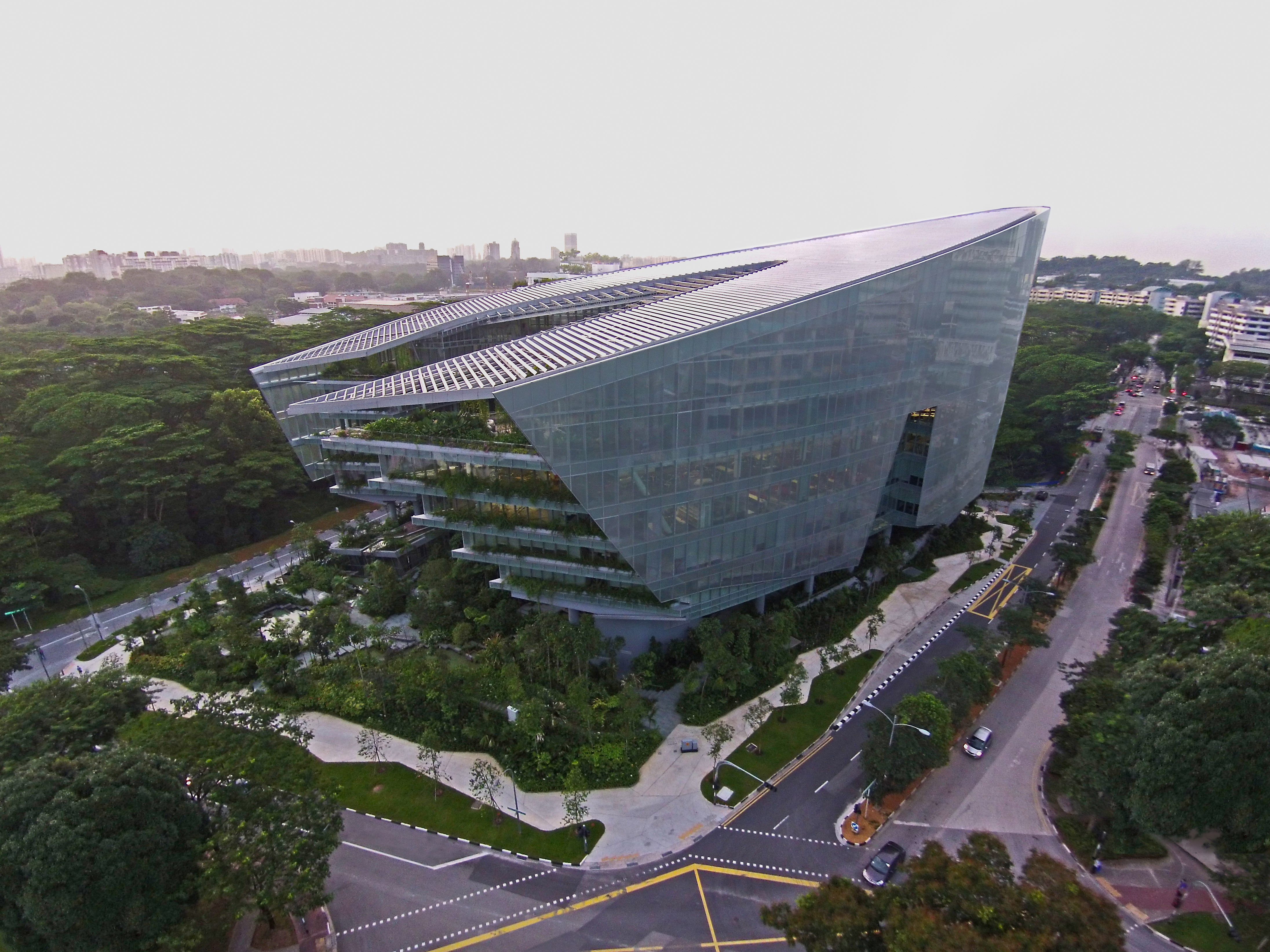
Le Sandcrawler Building à Singapour

  - Industrial Light & Magic : société d'effets spéciaux, l'une des plus efficaces au monde.
    - ILMxLAB

  - Skywalker Sound : société de postproduction audio.
- Lucas Licensing : société gérant les droits dérivés et les licences de Lucasfilm.
  - LucasBooks : société au sein de Lucas Licensing gérant l'édition de livres Lucasfilm.
- Lucasfilm Games : société de production de jeux vidéo créée en 1982 par George Lucas, fermée en 2013 par Disney[77] puis rouverte en 2021[78].
  - Lucas Learning : filiale de LucasArts produisant des jeux vidéo éducatifs.
- Lucas Marketing : société gérant le marketing de Lucasfilm.
- Lucas Online : société de production de contenus Web.
  - Lucasfilm.com, le site officiel de la société.
  - StarWars.com, le site officiel de la saga Star Wars.
- Lucasfilm Animation : société de production de films d'animation pour le cinéma et la télévision, créée en 2003.
  - Lucasfilm Animation Singapour : filiale installée à Singapour, créée en 2004.
- LFL Productions : filiale britannique
- Lucasfilm Story Group : filiale dirigée par Kiri Hart, créée en 2012 et qui travaille sur le développement des films de Lucasfilm.
- Skywalker Vineyards : société d'investissement dans le vin créée par George Lucas en 1991 au Skywalker Ranch. Depuis, l'entreprise possède d'autres domaines viticoles dans le monde dont en Italie depuis 2007 et en France depuis 2017. Elle produit aussi de l'huile d'olive.

### Anciennes filiales
- Pixar Animation Studios : filiale pour l'animation numérique créée en 1979 par George Lucas, vendue en 1986 à Steve Jobs et devenue une filiale de Disney en 2006.
- THX Ltd. : société d'équipement sonore cinématographique, externalisée en 2002[79] et détenue depuis 2013 à 60 % par Creative Technology[80]
- Kerner Optical : filiale d'effets spéciaux visuels (maquette) et équipe de développement 3D, créée par scission en 2006 d'ILM et qui a fait faillite en 2011[81]

## Filmographie

### Longs métrages
- 1973 : American Graffiti de George Lucas (Universal Pictures)
- 1977 : Star Wars, épisode IV : Un nouvel espoir de George Lucas (20th Century Fox)
- 1979 : American Graffiti, la suite de Bill L. Norton (Universal Pictures)
- 1980 : Star Wars, épisode V : L'Empire contre-attaque de Irvin Kershner (20th Century Fox)
- 1981 : Indiana Jones et les Aventuriers de l'arche perdue de Steven Spielberg (Paramount Pictures)
- 1983 : Star Wars, épisode VI : Le Retour du Jedi de Richard Marquand (20th Century Fox)
- 1983 : Twice Upon a Time de John Korty et Charles Swenson (Warner Bros.)
- 1984 : Indiana Jones et le Temple maudit de Steven Spielberg (Paramount Pictures)
- 1985 : Latino de Haskell Wexler (Cinecom (en))
- 1985 : Mishima de Paul Schrader (Warner Bros.)
- 1986 : Labyrinthe de Jim Henson (TriStar Pictures)
- 1986 : Howard... une nouvelle race de héros de Willard Huyck (Universal Pictures)
- 1988 : Willow de Ron Howard (Metro-Goldwyn-Mayer)
- 1988 : Tucker de Francis Ford Coppola (Paramount Pictures)
- 1988 : Le Petit Dinosaure et la Vallée des merveilles de Don Bluth (Universal Pictures/Amblin Entertainment)
- 1989 : Indiana Jones et la Dernière Croisade de Steven Spielberg (Paramount Pictures)
- 1994 : Radioland Murders de Mel Smith (Universal Pictures)
- 1999 : Star Wars, épisode I : La Menace fantôme de George Lucas (20th Century Fox)
- 2002 : Star Wars, épisode II : L'Attaque des clones de George Lucas (20th Century Fox)
- 2005 : Star Wars, épisode III : La Revanche des Sith de George Lucas (20th Century Fox)
- 2008 : Indiana Jones et le Royaume du crâne de cristal de Steven Spielberg (Paramount Pictures)
- 2008 : Star Wars: The Clone Wars de Dave Filoni (Warner Bros. Pictures)
- 2012 : Red Tails de Anthony Hemingway (20th Century Fox)
- 2015 : Strange Magic de Gary Rydstrom (Walt Disney Studios Motion Pictures International)
- 2015 : Star Wars, épisode VII : Le Réveil de la Force de J. J. Abrams (Walt Disney Studios Motion Pictures International)
- 2016 : Rogue One: A Star Wars Story de Gareth Edwards (Walt Disney Studios Motion Pictures International)
- 2017 : Star Wars, épisode VIII : Les Derniers Jedi de Rian Johnson (Walt Disney Studios Motion Pictures International)
- 2018 : Solo: A Star Wars Story de Ron Howard (Walt Disney Studios Motion Pictures International)
- 2019 : Star Wars, épisode IX : L'Ascension de Skywalker de J. J. Abrams (Walt Disney Studios Motion Pictures International)
- 2023 : Indiana Jones et le Cadran de la destinée de James Mangold (Walt Disney Studios Motion Pictures International)
- 2026 : The Mandalorian and Grogu de Jon Favreau

### Courts métrages
- 1982 : Le Retour du Ewok (en) de Warwick Davis
- 1984 : Les Aventures d'André et Wally B. de Alvy Ray Smith (produit par Pixar Animation Studios en tant que division de Lucasfilm)
- 2002 : Lego Star Wars : The Han Solo Affair
- 2005 : Lego Star Wars : Revenge of the Brick
- 2008 : Lego Indiana Jones et les Aventuriers de la Brique perdue
- 2009 : Lego Star Wars : The Quest of R2-D2
- 2010 : Lego Star Wars : Bombad Bounty
- 2011 : Lego Star Wars : La Menace Padawan de David Scott
- 2012 : Lego Star Wars : L'Empire en Vrac de Guy Vasilovich

### Téléfilms
- 1978 : Au temps de la guerre des étoiles (non crédité)
- 1984 : L'Aventure des Ewoks
- 1985 : La Bataille d'Endor
- 1986 : Star Wars: Droïdes – Les Aventures de R2-D2 et C-3PO: Heep le Destructeur (en)

### Séries télévisées
- Star Wars: Droïdes : Les Aventures de R2-D2 et C-3PO (1985-1986)
- Star Wars: Ewoks (1985-1987)
- Maniac Mansion (1990-1993)
- Les Aventures du jeune Indiana Jones (1992-1996)
- Star Wars: Clone Wars (2003-2005)
- Star Wars: The Clone Wars (2008-2014 ; 2020)
- Lego Star Wars : Les Chroniques de Yoda (2013-2014)
- Star Wars Rebels (2014-2018)
- Lego Star Wars : Les Contes des Droïdes (2015)[82]
- Lego Star Wars : L'Aube de la Résistance (2016)
- Star Wars : Les Aventures des Freemaker (2016-2017)
- Star Wars : Forces du destin (2017-2018)
- Star Wars Resistance (2018-2020)
- Lego Star Wars : All-Stars (2018-)
- The Mandalorian (2019-)
- Star Wars: The Bad Batch (2021-2024)
- Le Livre de Boba Fett (2021)
- Star Wars: Visions (2021-)
- Andor (2022-)
- Tales of the Jedi (2022)
- Obi-Wan Kenobi (2022)
- Willow (2022)
- Ahsoka (2023)
- Tales of the Empire (2024)
- The Acolyte (2024)
- Skeleton Crew (2024-2025)

### Jeux télévisés
- Star Wars : Jedi Temple Challenge (2020-)

### Web-séries
- Star Wars : La Pause BB-8 (2017-2018)
- Star Wars Galaxy of Adventures (2018-)
- Star Wars Roll Out (2019-)
- Galaxy of Creatures (2021)

### Projets annulés
- Monkey Island (2000)
- Star Wars Detours (abandonnée en 2015 afin que la société puisse favoriser le développement de l'épisode VII de la licence.)
- Star Wars Underworld (abandonné en 2016 après une annonce en 2009)
- Spin-off Star Wars sur Boba Fett (abandonné en 2018 après les échecs du second spin-off)
- Spin-off Star Wars sur Obi-Wan Kenobi (transformé en projet de série en 2018 après les échecs du second spin-off)

## Autres médias

### Jeux vidéo
Via sa filiale LucasArts ou en partenariat avec d'autres sociétés, Lucasfilm a produit de nombreux jeux vidéo (originaux ou qui adaptent quelques-unes de leurs œuvres cinématographiques).
Parmi les jeux vidéo originaux de LucasArts, on trouve la saga Monkey Island, Grim Fandango, Maniac Mansion, etc.
Après la fermeture de LucasArts en 2013, Disney confie la réalisation des jeux vidéo Lucasfilm à d'autres firmes comme Electronic Arts.

### Divers
Lucasfilm a produit des bandes dessinées (comics Star Wars), romans (La Pierre de Kaiburr), magazines (Lucasfilm Magazine), figurines (Lego Star Wars), jeux vidéo (Monkey Island), attractions (Star Tours), vêtements, déguisements, et autres produits dérivés grâces à des partenariats avec d'autres sociétés.

## Collaborations avec Marvel
Lucasfilm a connu de nombreux partenariats avec Marvel. En 1976, Marvel Comics adapte en série de comics le premier film de la saga Star Wars. Par la suite, la maison d'édition adaptera d'autres productions de Lucasfilm comme Indiana Jones, Labyrinthe et Willow.
En 1986, c'est Lucasfilm qui adapte la série de comics Howard the Duck en film. La filiale de Lucasfilm, Industrial Light & Magic gérera les effets spéciaux de nombreux films de Marvel Studios.
En 2012, Marvel et Lucasfilm deviennent sociétés sœurs à la suite du rachat de cette dernière par The Walt Disney Company.